# 프레리알 22일 법

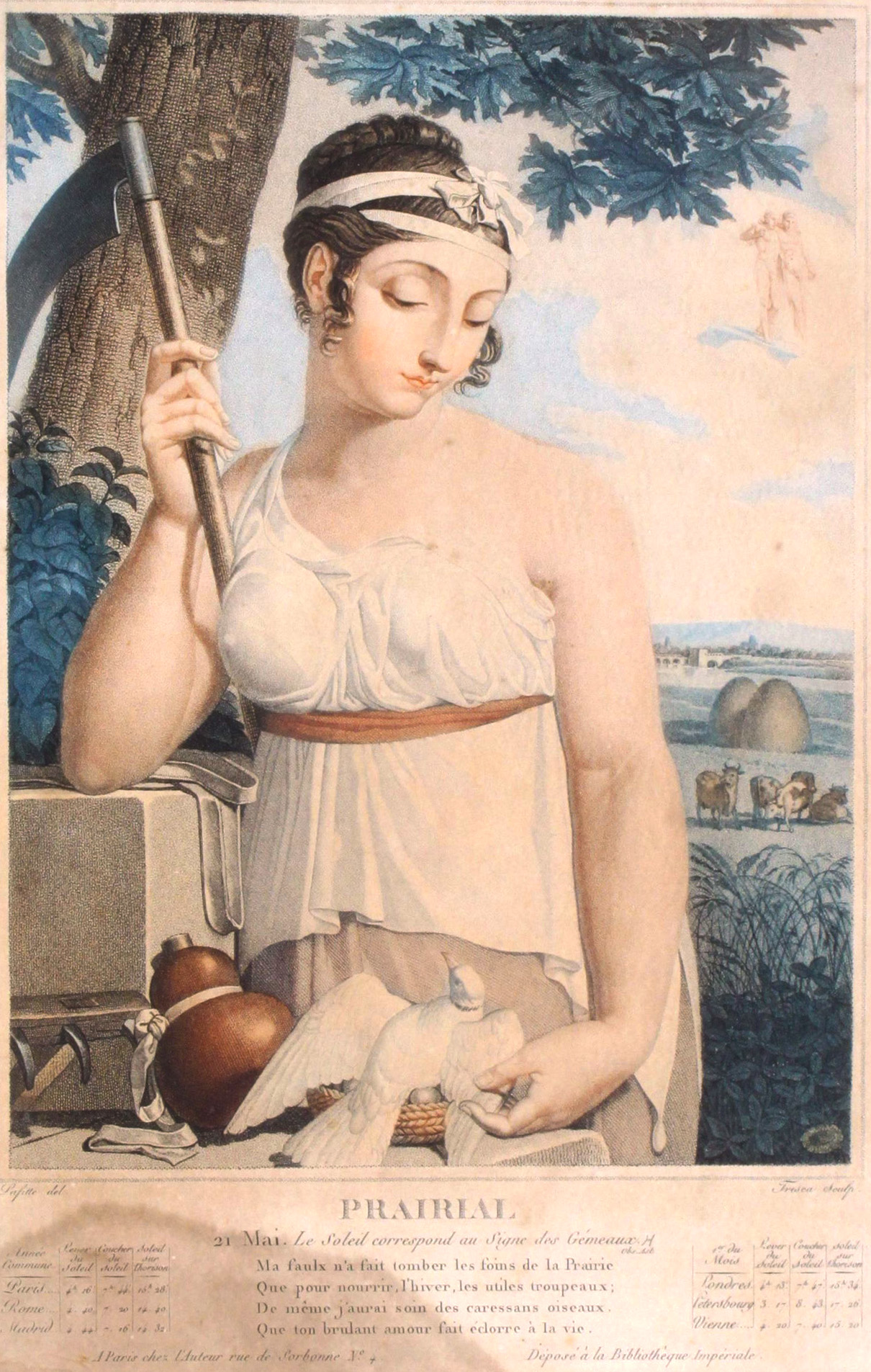
프랑스 혁명력의 프레리알을 의인화한 그림

프레리알 22일 법(Law of 22 Prairial, 프랑스어: Loi du 22 prairial an II)은 프랑스 혁명기인 1794년 6월 10일에 제정된 법률로 공포정치를 강화하기 위해 만들어졌다. 프랑스 혁명력 2년(서기 1794년)의 프레리알 22일(6월 10일)에 제정된 법이기 때문에 이렇게 불린다. 이 법은 공포 정치를 강화하는데 악용되었기 때문에 《공포정치법》이라고도 불린다. 변호인의 입회와 증인심문이 폐지되고 선고는 무죄와 사형, 두 가지 판결로 축소되었다.
프랑스 혁명으로 군주제를 폐지하며 시작된 공화국의 정권은 자코뱅파가 장악한다. 국왕을 처형함으로 촉발된 대외전쟁과 국내반란등 산적한 문제들을 해결하기 위해 자코뱅의 지도자 로베스피에르는 1793년 9월부터 공포정치를 본격적으로 시작하였다. 이듬해가 되자 공포정치를 강화하기 위해 《프레리알 22일 법》이 국민공회에서 통과되었고 법적인 절차가 간소화 됨에 따라 사형을 선고받는자가 급격히 증가하였다. 
1793년 말부터 대외 전쟁과 국내 문제가 어느 정도 수습국면에 돌입하였음에도 불구하고 이 법으로 인해 공포정치가 더욱 강화된 것에 대해 국민들은 큰 불만을 품게 되었고 자코뱅파 내부에서도 반발이 증가하였다. 반혁명세력과 반대파를 무자비하게 숙청하는 도구로 악용된 《프레리알 22일 법》은 1794년 7월에 벌어진 테르미도르 반동의 직접적인 원인이 되었고, 자코뱅파가 몰락하면서 공포정치는 막을 내렸다.

## 역사적 배경

### 프랑스 혁명
바스티유 습격으로 시작된 프랑스 혁명은 입헌군주제(1791년)을 거쳐 1792년 9월에 공화정이 시작되었다. 국민공회가 1793년 1월, 국왕 루이 16세를 처형시키자 영국을 비롯한 유럽의 군주들은 제1차 대불동맹을 결성하였고 전쟁이 발발했다. 각지에서 동시다발적으로 벌어진 전쟁은 프랑스에게 불리하게 돌아갔다. 국내적으로는 왕당파와 교회등 반혁명 세력이 주도한 방데반란(3월)등이 일어나 혼란이 가중되었다. 지롱드파의 무능한 대처가 이어지던중 1793년 6월에 샹퀼로트의 지원속에 자코뱅파가 지롱드파를 숙청한후 정권을 장악하였다. 국내외적으로 혼란한 정세를 수습하기 위해 비상시국이 선포되고 공안위원회가 막강한 권력을 휘두르게 되었다.

### 공포 정치
공안위원회의 핵심세력인 로베스피에르를 중심으로 9월부터 일명 공포정치가 시작되었다. 공정가격제등 통제경제 정책을 실시하였고 아시냐의 지불을 거부하는 사람에게는 사형이 선고되었다. 농민들은 수확에 대해 신고서를 제출해야 했다. 가택수색과 징발이 빈발했고 밀고자들에게는 포상금을 지급했다. 왕비 마리 앙투아네트, 오를레앙 공작, 뒤바리 부인, 지롱드파 지도자들이 처형되었고 수많은 반혁명자들과 반대파가 약식재판만으로 기요틴에서 참수되었다. 혐의만으로 체포가 가능한 법이 통과되자, 12월에 파리에서 체포된 혐의자의 수가 4,525명, 프랑스 전 지역에서 약 60만 명에 달했다. 수용시설이 부족하여 새로운 감옥을 세워야 할 지경에 도달하였다.

## 내용
이 법률에는 “모든 시민에게 반혁명 분자를 파악하고 치안 판사 앞에 그들을 데려 오기 위해 권한을 준다. 반혁명적인 행위를 발견한 것은 바로 그것을 비판하는 것이 요구된다. "라는 내용의 것이었다.
이 법에 따라 공안위원회는 기소, 고발 등 사법 절차를 크게 간소화했다. 즉, 반혁명적인 행위가 발각되면 증거 없이도 배심원 심증만으로 유죄가 될 수 있게 된 것이다.

## 법의 시행
법률에 의해 혁명재판소의 권한을 확대하고, 피고인의 자기방어를 일부 제한했다. 변호인의 입회를 통한 법률조력과 증인심문이 폐지되고 선고는 무죄방면 혹은 사형, 이 두 가지 판결로 축소되었다. 혁명의 정의에 저촉하는 사람이 늘어나고, 반대로 혁명의 이름으로 공포 정치는 더욱 가속화되었다. 예를 들어, 파리혁명법원이 사형을 선고한 사람은 법원 설립 1793년 4월 6일부터 1794년 6월 10일까지 약 1년 2개월간 1,251명인 반면 1794년 6월 10일부터 로베스피에르가 실각하게 되는 1794년 7월 27일까지 1개월 반 동안 1,376명이 사형을 선고받았다. 이 법률 하에서 모든 처벌은 사형이었다. 따라서 정적을 제거하기 위한 정쟁의 도구로 이용되었고 실제로 결백한 사람이 무고를 당해 단두대로 보내진 경우도 많았다.
반혁명 분자 숙청을 요구한 조르주 쿠통이 제안을 했고, 로베스피에르의 지지를 받아 통과되었다. 내란의 진압과 공포 정치의 강화를 주장한 좌익과 극좌는 환영했지만, 국민 공회 의원 중도의 거의 대부분은 이 법의 제정에 내심 반대하였다. 자신이 숙청되는 것을 두려워했기 때문이다. 이 법률의 제정된 지 약 2개월 후인 1794년 7월 27일, 일부 의원이 로베스피에르파의 타도를 위해 움직였고 중도파가 이에 협조하여 테르미도르 반동이 일어나면서 로베스피에르는 실각하게 된다. 새로 권력을 손에 넣은 테르미도르 파가 반동 정치를 실시하여 공포 정치는 종말을 맞이한다.

## 같이 보기
- 프랑스 혁명
- 공포정치